# Jan Wolters van de Poll
Jan Wolters van de Poll (1759 – 1826) was een directeur van de Sociëteit van Suriname (1785-1791) en burgemeester van Amsterdam van 1808 tot maart 1811.

## Biografie
Van de Poll was de zoon van Jacobus van de Poll (1724-1807), bewindhebber Vereenigde Oostindische Compagnie en Cornelia Jacoba Wolters (1726-1795) en erfde van hen enkele familieportretten. Hij trouwde met de koopmansdochter Bregje Agatha de Smeth (1760-1823) en woonde op Herengracht 48, 435, 440 en 537. Ze kregen vijf kinderen, die allen op jonge leeftijd overleden.
In december 1811 werd Van de Poll door Napoleon Bonaparte benoemd tot senator. Dit hield zijn verheffing tot comte de l'Empire (graaf van het Keizerrijk) in, maar deze titel werd later door koning Willem I niet erkend.

### Jagtlust
Van de Poll was eigenaar van de buitenplaats Jagtlust in De Bilt. In 1797 kocht hij de ernaast gelegen boerderij Ekelestein van de erven van Eduard Sanderson, kanunnik in het Kapittel van Sint-Marie in Utrecht. Toen Van de Poll drie jaar na zijn echtgenote overleed, werden Jagtlust en Eikelestein per openbare veiling verkocht aan Willem Diemont.
- Biografisch Portaal: 37555002
- Digitale Bibliotheek voor de Nederlandse Letteren: wolt027
- International Standard Name Identifier: 0000 0003 9448 137X
- Nederlandse Thesaurus van Auteursnamen: 308261054
- Parlement.com: vg09llxj12d3
- Virtual International Authority File: 289010324
- WorldCat: E39PBJvmPQj7H7Mw89jMQRwBfq